# Teodor Florian
Pas d'image ? Cliquez ici

b Matchs officiels uniquement.
Teodor Florian, né le 1er juillet 1899, est un joueur de rugby à XV roumain. Il a joué avec l'équipe de Roumanie de 1924 à 1927, évoluant au poste d'arrière.

## Biographie
Teodor Florian connaît sa première cape le 4 mai 1924 à l'occasion d'un match contre l'équipe de France pour une défaite 59 à 3 dans le cadre des Jeux olympiques de 1924. Sa dernière apparition a lieu le 19 mai 1927 contre l'Allemagne à Heidelberg, pour une défaite 6 à rien. Il est le seul Roumain à marquer des points (une pénalité) lors des Jeux olympiques d'été de 1924. Il dispute deux matchs lors de ces Jeux contre la France (3-59) et les États-Unis (0-39).

## Statistiques en équipe nationale
- 4 sélections de 1924 à 1927
- 3 points (1 pénalité)